# رتبه (جبر خطی)
در جبر خطی، بُعدِ تصویرِ یک ماتریس یا یک تبدیل خطی را رتبهٔ آن ماتریس یا تبدیل خطی می‌گویند. رتبهٔ یک ماتریس با شمار سطرها یا ستون‌هایی از ماتریس که از یکدیگر استقلال خطی دارند متناظر است. در تبدیل‌های خطی رتبهٔ تبدیل با تعداد مقادیر تکینِ غیرصفر نگاشت متناظر است.
رتبهٔ یک ماتریس را می‌توان با تبدیل آن به پلکانی سطری و شمردن تعداد سطرهای غیر صفر (سطرهایی که دست کم یک درایهٔ غیر صفر دارند) محاسبه کرد. رتبهٔ یک ماتریس نمی‌تواند از کمینهٔ تعداد سطرها و ستون‌های آن بیشتر باشد. رتبهٔ ماتریس تنها در صورتی می‌تواند صفر باشد که آن ماتریس هیچ درایه‌ای نداشته باشد.
اگر همهٔ بردارهای داخل یک ماتریس استقلال خطی داشته باشند آنگاه گفته می‌شود که آن ماتریس دارای رتبهٔ کامل یا تمام رتبه است.